# Honorine
Honorine (em português, Honorina) é uma novela de Honoré de Balzac escrita originalmente em três partes, publicado preliminarmente em La Presse em 1843, em seguida publicada em volume pelo livreiro Potter em 1844, depois em 1845 na edição Furne nas Cenas da vida privada da Comédia Humana.
Balzac utiliza aqui a forma de mise en abyme ou narrativa dentro de narrativa, tão típica das Mil e Uma Noites, mas empregada também por escritores como Shakespeare e Edgar Allan Poe.

## Enredo
Maurício ("o retrato vivo de lord Byron") é um cônsul em Gênova, uma cidade do Mediterrâneo, onde se casou com Onorina, "filha única de um banqueiro sem herdeiros varões", embora pareça que originalmente relutou muito em se casar. Eles estão oferecendo um jantar a convidados de Paris, e Maurício relata um pouco de sua história.
Quando Maurício era jovem, tornou-se secretário do conde Octave (Otávio na edição brasileira organizada por Paulo Rónai). O conde foi muito bom para ele, mas parecia muito triste e misterioso, como se escondesse algum sofrimento passado. Maurício acaba descobrindo que ele tinha sido casado, mas sua esposa o tinha deixado. Ela, Honorina, foi criada com ele desde uma idade bem precoce, tendo sido adotada por seus pais, e eles viviam "como dois irmãos". O casamento entre eles foi uma consequência natural daquela intimidade, quase que uma brincadeira.
No fim dum ano, no jardim deste palácio, diante do aquário, eu lhe disse, lançando migalhas aos peixes: "Queres casar comigo? Junto a mim farás tudo o que desejares, ao passo que com outro homem serás infeliz." [...] Quanto eu tinha vinte e seis anos e Honorina dezenove, nos casamos.
No entanto, após alguns meses, ela simplesmente desapareceu. Otávio então descobriu que ela tinha fugido com um aventureiro que a abandonara, grávida. O filho morreu sete meses após ter nascido, e ela passou a levar uma vida reclusa, afastada da sociedade.
Honorina é piedosa; ela acompanha os ofícios religiosos, reza, mas jamais se confessou e não comunga. Ela prevê o que um padre lhe dirá. Ela não quer seguir o conselho, a ordem de voltar para minha companhia. Esse horror por mim me espanta e me confunde, pois jamais lhe fiz o menor mal na minha vida; sempre fui bom para ela.
Otávio mesmo assim se dedica a ela e, secretamente, ajuda-a em seu negócio de flores artificiais. Mas ela resiste a todas as tentativas de contato de Otávio. O conde, portanto, pede que Maurício aja como uma espécie de mediador, fazendo com que ocupe uma casa ao lado dela, e se finja de criador de flores misógino. Maurício consegue fazer contato com ela e sutilmente defende a causa do conde. Honorina resiste ferrenhamente a reatar o matrimônio, porém após sucessivas tentativas acaba cedendo e enfim volta a viver com o conde. Mas prevê seu fim iminente: "Se eu morrer, meu amigo, não maldiga minha memória, e não acuse de teimosia o que eu chamaria de culto do ideal, se não fosse mais natural designar o sentimento indefinível que me irá matar, como o culto do divino!".
Maurício tem que deixar a companhia do Conde devido ao papel que desempenhou, e por isso se tornou cônsul. Dois anos depois, soube da morte de Honorina, e logo depois foi visitado pelo conde que tinha envelhecido prematuramente, e que morreu pouco depois de partir. A história está cheia de discussões sobre o significado dos relacionamentos, e Maurício age como intérprete das duas partes. Há também a implicação de que ele teria na verdade se apaixonado por Honorina, razão por que evitou se casar inicialmente.
Ao fim da novela, o leitor se indaga: por que essa aversão de Honorina por um homem tão apaixonado e dedicado, a ponto de abandoná-lo pouco depois de se casarem, de resistir a voltar ao marido mesmo sabendo que ele a perdoou e provê suas necessidades, e de morrer depois de enfim (e após muito relutar) concordar em voltar para ele? Seria devido a algum "pecado" das mulheres como a certa altura se insinua?
"Os orientais têm razão", disse-lhe eu uma tarde, "em manter as mulheres presas, considerando-as apenas como instrumentos de prazer . A Europa tem sido bem castigada por tê-las admitido na sociedade e por aí aceitá-las em pé de igualdade com os homens. A meu ver, a mulher é o ser mais inconveniente e mais infame que possa existir.
A razão claro que não é esta. Paulo Rónai, no Prefácio a essa obra, tem a chave: Honorina ama a "alma" de Otávio, mas sente por ele uma "invencível repulsa física". Se lermos com atenção a descrição que o autor faz de Otávio (e são típicas de Balzac longas e minuciosas descrições de personagens e ambientes, além das digressões filosóficas) veremos que Rónai acertou na mosca:
O conde era de altura mediana, e embora me fosse impossível julgar-lhe as proporções, por causa de suas vestimentas, pareceu-me magro e seco. O rosto era severo e encovado. As feições eram finas. A boca, um pouco grande, exprimia a um tempo ironia e bondade. A fronte, um pouco ampla talvez, espantava como se fosse a de um louco, tanto mais que contrastava com a parte inferior do rosto, terminada bruscamente por um pequeno queixo muito aproximado do lábio inferior. Dois olhos de um azul turquesa, vivos e inteligentes [...] aumentavam o estranho daquele rosto, não pálido, mas amarelo. Essa coloração parecia denunciar um caráter irritável e paixões violentas. Os cabelos, já grisalhos, penteados com esmero, sulcavam a cabeça alternadamente de preto e de branco.